# Mocifão
Mocifão é um personagem de banda desenhada, criada pelo ilustrador português Nuno Duarte, em 2005, num blog com o mesmo nome. Foi publicado pela primeira vez em 2009 pela editora independente de banda desenhada portuguesa El Pep.
Em 2009, a personagem foi apresentada no Festival de Angoulême, festival internacional de banda desenhada realizado em França e no Festival Internacional de BD de Beja.
No mesmo ano foi seleccionado para participação nos VIII Troféus Central Comics (TCC), na categoria de Melhor Publicação Nacional.

## Caracterização da personagem
Mocifão é um desajustado social, solitário, disfuncional, com dificuldades em se relacionar com a realidade, sempre insatisfeito consigo próprio e com o mundo que o rodeia.

## Álbuns
1. Mocifão (2009)
2. Mocifão, Dia a dia com azia (2010) [5]

## Outros mídias
Digital Comics
Em 2011 a história "Mocifão: The Meeting" foi lançada numa versão animada para smartphone.

## Ligações Externas
- «Blog Oficial do Mocifão»
- «Mocifão Official Blog» (em inglês)